# 武装叛乱、暴乱罪
武装叛乱、暴乱罪，是指《中华人民共和国刑法》所规定的一个罪名，属于危害国家安全罪的一种。

## 定义
根据《中华人民共和国刑法》所规定：武装叛乱、暴乱罪，是指组织、策划、实施武装叛乱、武装暴乱或者策动、胁迫、勾引、收买国家机关工作人员、武装部队人员、人民警察。

## 构成要件
该罪的犯罪构成要件包括：
- 犯罪客体，人民民主专政的政权和社会主义制度。
- 犯罪客观方面，表现为行为人组织、策划、实施武装叛乱或者武装暴乱危害国家安全的行为。包括组织、策划、实施武装叛乱或者武装暴乱的行为；以及策动、胁迫、勾引、收买国家机关工作人员、武装部队人员、人民警察、民兵进行武装叛乱、武装暴乱的行为。
- 犯罪主体，是一般主体。
- 犯罪主观方面，是直接故意犯罪。

## 量刑
根据《中华人民共和国刑法》第104条规定：
- 犯武装叛乱、暴乱罪，对首要分子或者罪恶重大的，处无期徒刑或者10年以上有期徒刑；对积极参加的，处3年以上10年以下有期徒刑；对其他参加的，处3年以下有期徒刑、拘役、管制或者剥夺政治权利。依照《刑法》第113条规定，犯武装叛乱、暴乱罪“对国家和人民利益危害特别严重、情节特别恶劣的，可以判处死刑”，“可以并处没收财产”[2]。
- 策动、胁迫、勾引、收买国家机关工作人员、武装部队人员、人民警察、民兵进行武装叛乱、武装暴乱的，依照前款规定从重处罚。
- 与境外机构、组织、个人相勾结实施武装叛乱、暴乱罪的，从重处罚[3]。